# Mile Isaković
Mile Isaković   (Šabac, 17 de gener de 1958) és un jugador d'handbol iugoslau, ja retirat, que va participar en els Jocs Olímpics d'Estiu de 1980 i en els Jocs Olímpics d'Estiu de 1984, i que es proclamà Campió del món el 1986 a Suïssa amb la selecció iugoslava.
A Moscou 1980 formà part de l'equip iugoslau que acabà en sisè lloc a l'olimpíada. Hi va jugar cinc partits, i hi marcà tretze gols. Quatre anys més tard, a Los Angeles 1984, formà part de la selecció iugoslava que va guanyar la medalla d'or. Hi va jugar tots sis partits, i marcà trenta-nou gols.
En el seu palmarès també destaquen dues medalles al Campionat del Món d'handbol, de plata el 1982 i d'or el 1986; així una medalla d'or als Jocs del Mediterrani de 1983.
A nivell de clubs s'inicià al Metaloplastika, amb qui guanyà sis lligues iugoslaves de entre el 1981 i el 1986 i el 1988. També guanyà quatre copes iugoslaves (1979-80, 1982-83, 1983-84 i 1985-86) i dues Copes d'Europa consecutives (1984-85 i 1985-86). El 1988 fitxà pel US Créteil francès, amb qui guanyà la lliga i la copa de 1988–89.
El 1991 va començar la seva carrera com a entrenador al club francès OM Vitrolles. Guanyà la lliga francesa de 1993–94, la copa de 1992–93 i 1994–95 i la Recopa de 1992-93. També entrenà l'Hypo Niederösterreich (2004–05) el Secchia (2005–06) i l'US Créteil.